# Теллермина 43
Теллермина 43  (Tellermine Pilz 43 (T.-Mi.-Pilz 43) — противотанковая противогусеничная мина нажимного действия. Разработана в Германии. Принята на вооружение в 1943 году.
Представляет собой плоскую округлую металлическую коробку, внутри помещается заряд взрывчатки и устанавливается взрыватель. В мине предусмотрено 2 гнезда для установки взрывателей неизвлекаемости. Взрыв происходит при наезжании гусеницей танка или колесом автомобиля на нажимную крышку мины.